# Europees Stabiliteitsmechanisme

Kaart van landen welke lid zijn van het ESM

Het Europees Stabiliteitsmechanisme (ESM) is een permanent financieel noodfonds dat leningen verstrekt aan lidstaten van de Eurozone die in financiële problemen verkeren. Het uiteindelijke doel van deze leningen is het bewaken van de economische en financiële stabiliteit van de EU om zo de waarde van de euro te waarborgen. Dit permanente noodfonds is de opvolger van het tijdelijk noodfonds, de Europese Faciliteit voor Financiële Stabiliteit. Het ESM is sinds 8 oktober 2012 operationeel. Pierre Gramegna en Paschal Donohoe geeft leiding aan het permanente noodfonds.
Een meerderheid van de Nederlandse Tweede Kamer stemde op 24 mei 2012 in met het verdrag. In België werd het verdrag goedgekeurd door de wet van 20 juni 2012.

## Activiteiten

### Duurzaam stabiliteitsmechanisme (maart 2011)
Vanaf 2013 moet een permanent stabiliteitsmechanisme in werking treden, over de oprichting waarvan de Europese Raad op een topontmoeting in Brussel op 21 maart 2011 besloot. Eind juni stemden de ministers van Financiën in met een verdrag.
Het duurzame stabiliteitsmechanisme moet ten opzichte van het voorlopige ESM worden uitgebreid, opdat het ESM in eerste instantie zo’n 700 miljard euro omvat (artikel 8, paragraaf 1 van het verdrag). Ook hier wordt het respectieve aandeel bepaald door de hoeveelheid kapitaal die de individuele landen in de Europese Centrale Bank aanhouden, waarbij echter een uitzondering geldt voor lidstaten waarvan het BNP lager is dan 75% van het EU-gemiddelde. Zij nemen tegen een geringer aandeel deel. Voor Duitsland is een participatie in het ESM van 27,1464% voorzien.
In vergelijking met het voorlopige ESM werd een ietwat gewijzigd model gekozen. De EFSF zal door het nieuwe ESM-fonds worden afgelost. Hierin betalen de lidstaten onmiddellijk een bijdrage. In tegenstelling tot de EFSF heeft het ESM-fonds daarmee een eigen basiskapitaal. Dit kapitaal kan door de Raad van Bestuur van het ESM overeenkomstig artikel 10.1 van het ESM op elk gewenst moment worden verhoogd. In dat geval is de financieringsverplichting van de deelnemende landen in overeenstemming met artikel 8.4 "onvoorwaardelijk en onherroepelijk" en moet er binnen de gestelde termijn worden bijgestort. Aangezien in de afzonderlijke lidstaten de respectieve parlementen soms nog hun goedkeuring moeten geven, bepaalt artikel 9 dat de Raad van Bestuur voor de betaling "redelijke termijnen” kan stellen. De onder het voorlopige ESM verstrekte kredieten uit de EU-begroting worden hiertegen weggestreept. Daarnaast moeten de lidstaten op hun beurt, net als bij de EFSF, wederom kredietgaranties voor ESM-obligaties ter beschikking stellen. In het geheel genomen zal het duurzame ESM vanaf het begin uit de onderstaande drie componenten bestaan:
- 80 miljard euro wordt direct ter beschikking gesteld door de lidstaten (deze betalingen vloeien vanaf het jaar 2013 in vijf termijnen van 16 miljard euro naar het ESM). Deze 80 miljard is onmiddellijk beschikbaar voor het ESM.
- 420 miljard euro wordt door de lidstaten gereedgehouden als kredietgaranties voor ESM-obligaties. Om voor ESM-obligaties een AAA-rating te bereiken, moet elke lidstaat garant staan voor meer dan zijn eigen aandeel. Het totale garantiebedrag is daarom in zijn totaliteit  hoger, namelijk ongeveer 620 miljard euro.
- 250 miljard euro wordt indien nodig door het Internationaal Monetair Fonds (IMF) in de vorm van een lening ter beschikking gesteld.

Beheersorgaan van het ESM is de Raad van Bestuur, die wordt samengesteld uit de ministers van Financiën van de Eurogroep of andere voor financiën verantwoordelijke leden van de nationale regeringen. Het dagelijks bestuur vindt plaats door het directoraat. Iedere deelnemer levert een afgevaardigde voor het directoraat. De kredietfaciliteiten van het ESM worden in noodgevallen ter beschikking van de lidstaten gesteld. Een noodzakelijke voorwaarde hiervoor is dat de Raad van Bestuur hiertoe unaniem besluit en er voor het betreffende land geen andere mogelijkheden tot herfinanciering ter beschikking staan. Volgens het model van het IMF moet de rente steeds een procentpunt, vanaf het derde jaar twee procentpunten boven de herfinancieringskosten van het ESM liggen. Het ESM krijgt voorrang boven andere schuldeisers, alleen het IMF krijgt voorrang boven het ESM. Daarnaast kan het ESM ook normale staatsobligaties van de lidstaten aankopen.
In aanvulling op de kredieten van het ESM dienen in noodsituaties ook particuliere crediteuren bij de herfinanciering betrokken te kunnen worden. Om te kunnen bepalen of dit nodig is dient er eerst een analyse van de houdbaarheid van de schuldpositie plaats te vinden door de Europese Commissie en het IMF. Indien men tot de conclusie komt dat de schuldenlast van een land niet duurzaam draagbaar is, komt er een herstructureringsplan, waarbij een deel van de schulden niet wordt terugbetaald. Passende regelingen moeten vanaf 2013 in alle staatsobligaties van Europese staten opgenomen kunnen worden. Feitelijk komt dit neer op een geordend staatsbankroet.
De inwerkingtreding van het ESM bleek niet zonder problemen te verkopen: de parlementaire goedkeuring van het verdrag duurde in diverse landen langer dan verwacht. De Duitse Bundestag keurde het verdrag goed, doch de inwerkingtreding van die wet (door ondertekening door de Bondspresident) werd op verzoek van het Bundesverfassungsgericht eind juni 2012 opgeschort totdat men uitspraak gedaan zou hebben op diverse verzoeken om een oordeel over de vraag of het ESM-verdrag niet in strijd was met de Duitse grondwet. Op 18 maart 2014 deed het Bunderverfassungsgericht uitspraak: er was geen sprake van strijdigheid met de Duitse grondwet.

### Steun aan banken (juni 2012)
In juni 2012 verzocht Spanje om steun voor de herkapitalisatie van het Spaanse bankwezen, dat door de onroerendgoedcrisis daar in forse problemen was geraakt. In beginsel gingen de Europese Commissie en de eurozone-lidstaten hiermee akkoord: Spanje zou tot 100 miljard euro kunnen lenen. Die steun zou echter aan de Spaanse overheid verstrekt worden (die dit zou doorgeleiden aan Spaanse banken) doch daarmee zou de Spaanse staatsschuld met dat bedrag toenemen. Bij de Eurotop van 28 en 29 juni werd besloten dit te wijzigen: de steun zou direct aan Spaanse banken verleend worden. Tevens werd besloten, af te zien van voorrang ("seniority") op andere schuldeisers, doch uitsluitend ten aanzien van deze steun. Eventuele andere steun door het ESM zou wel senior zijn.
Aan de steun voor de banken zijn voorwaarden verbonden: de bank moet worden geherstructureerd en de regels voor staatssteun moeten streng worden gehanteerd, het land waar de bank is gevestigd moet zelf ook een bijdrage leveren en tot slot moet de bankensector zelf als geheel bijdragen aan de steun aan individuele banken. In december 2014 heeft het bestuur van het ESM de mogelijkheid tot directe hulp aan banken bekrachtigd.
Tevens werd besloten dat het ESM ook bestaande staatsleningen zou kunnen opkopen. Ook werd besloten dat indien Italië en/of Spanje voor henzelf steun zouden aanvragen, hiervoor minder strenge voorwaarden zouden gelden dan het geval was bij de eerder verleende steun aan Griekenland, Ierland en Portugal. In de dagen daarna ontstond een verschil van mening tussen Finland en Spanje over de vraag of voor besluiten tot steunverlening in de vorm van het opkopen van bestaande staatsleningen unanimiteit nodig was: Finland zei dat dit het geval was terwijl Spanje meende dat in geval van een calamiteit een meerderheid van 85% voldoende was.

### Steun aan landen ivm coronacrisis (april 2020)
Op 9 april 2020 hebben de EU-ministers van Financiën overeenstemming bereikt over een breed pakket coronasteunmaatregelen voor de EU-economie als geheel. Er is in totaal een bedrag van 500 miljard euro vrijgemaakt, waarvan het aandeel van de ESM zo’n 240 miljard euro is. Het ESM-geld mag alleen - zonder voorwaarden - worden gebruikt voor binnenlandse uitgaven aan ‘directe en indirecte gezondheidszorg, genezing en preventie’ die verband houden met het coronavirus. Als het geld van het ESM voor andere doeleinden wordt gebruikt kan dit alleen onder voorwaarden worden geleend. Hoewel er stevig onderhandeld is over de steunmaatregelen heeft per 24 november 2020 nog geen enkel land aanspraak gemaakt op de steungelden.

## Bijdragen
De Duitse minister van Financiën Wolfgang Schäuble werd als volgt geciteerd: het gestort kapitaal in het ESM kan ongeveer 80 miljard euro zijn. Daarnaast geven de lidstaten van de eurozone kredietgaranties af ter waarde van 420 miljard euro, waardoor een totale leencapaciteit ontstaat van 500 miljard euro.
| ESM lidstaat | Percentage bijdrage | Aantal aandelen | Kapitaaldeelname (× €1000) | Nominaal BNP (× US$ miljoen, 2010) |
| ------------ | ------------------- | --------------- | -------------------------- | ---------------------------------- |
| Duitsland    | 27,1464             | 1.900.248       | 190.024.800                | 3.315.643                          |
| Frankrijk    | 20,3859             | 1.427.013       | 142.701.300                | 2.582.527                          |
| Italië       | 17,9137             | 1.253.959       | 125.395.900                | 2.055.114                          |
| Spanje       | 11,9037             | 833.259         | 83.325.900                 | 1.409.946                          |
| Nederland    | 5,7170              | 400.190         | 40.019.000                 | 783.293                            |
| België       | 3,4771              | 243.397         | 24.339.700                 | 465.676                            |
| Griekenland  | 2,8167              | 197.169         | 19.716.900                 | 305.415                            |
| Oostenrijk   | 2,7834              | 194.838         | 19.483.800                 | 376.841                            |
| Portugal     | 2,5092              | 175.644         | 17.564.400                 | 229.336                            |
| Finland      | 1,7974              | 125.818         | 12.581.800                 | 239.232                            |
| Ierland      | 1,5922              | 111.454         | 11.145.400                 | 204.261                            |
| Slowakije    | 0,8240              | 57.680          | 5.768.000                  | 86.262                             |
| Slovenië     | 0,4276              | 29.932          | 2.993.200                  | 46.442                             |
| Luxemburg    | 0,2504              | 17.528          | 1.752.800                  | 52.433                             |
| Cyprus       | 0,1962              | 13.734          | 1.373.400                  | 22.752                             |
| Estland      | 0,1860              | 13.020          | 1.302.000                  | 19.220                             |
| Malta        | 0,0731              | 5.117           | 511.700                    | 7.801                              |